# BBÖ řada 113
Parní lokomotivy řady BBÖ 113 s vlečným tendrem byly dodány Rakouským spolkovým drahám v letech 1923–1927 pro obnovení rychlíkového provozu po 1. světové válce.

## Vznik a výroba

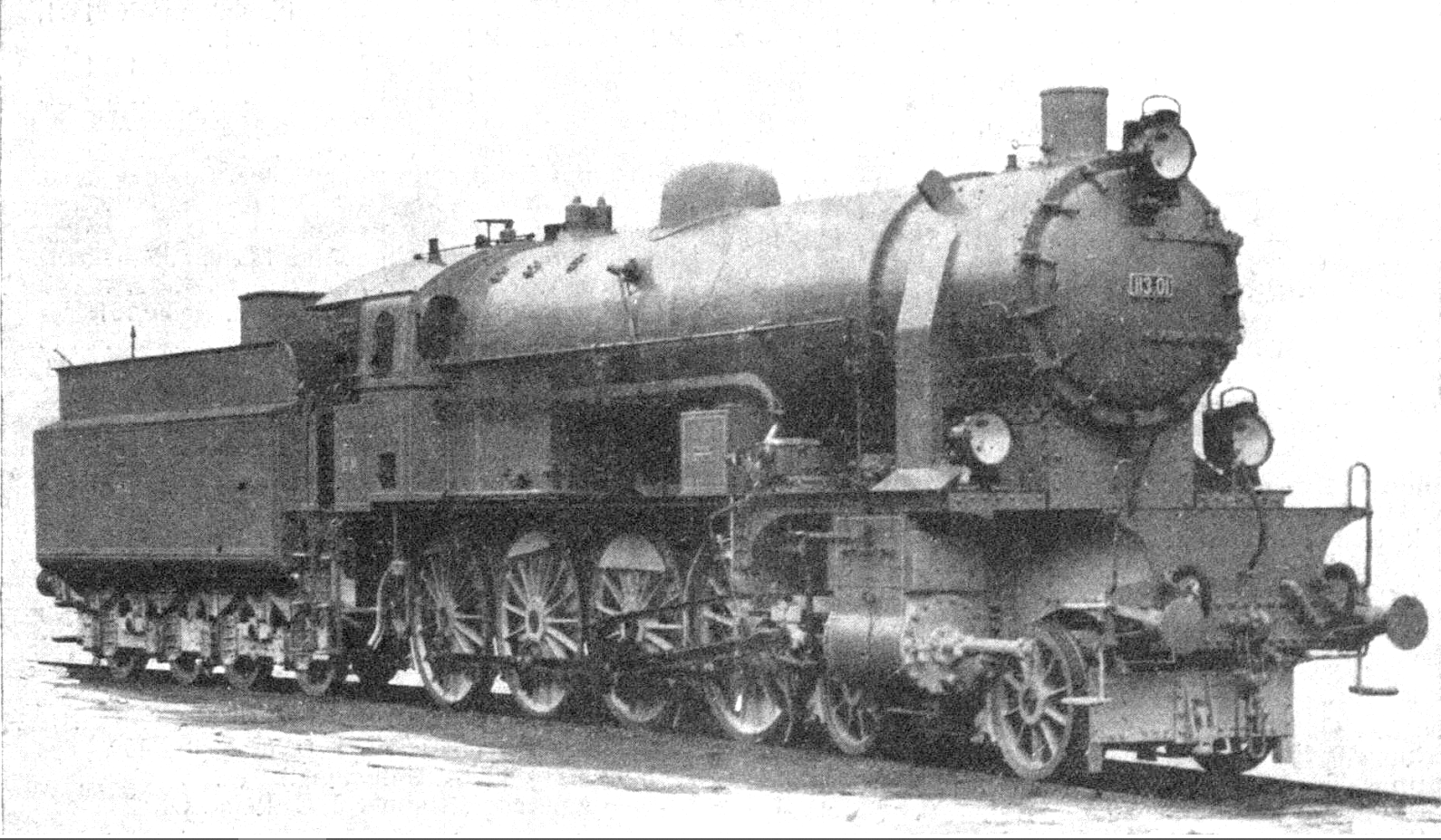
Lokomotiva ÖStB 113.01 (StEG 4693/23, později ÖBB 33.101) na továrním snímku

Na počátku 20. let 20. století se zvýšila hmotnost přepravovaných osobních vlaků, jednak díky poválečnému oživení poptávky po osobní železniční dopravě, ale i nástupem nových osobních vozů celokovové stavby. Výkonné parní lokomotivy pro ně v uspořádání 2'D p2 na základě prototypů pro Jižní dráhu řady 570 z roku 1915 vyprojektovala a vyráběla na objednávku Rakouských státních drah ÖStB v letech 1923–1925 a 1927 lokomotivka Společnosti státních drah v počtu 33 kusů, dalšími sedmi kusy pak vypomohla v roce 1925 lokomotivka Floridsdorf. Nové lokomotivy nebyly jako pokračování předchozí konstrukční koncepce proti původním předpokladům zařazeny ve smyslu zavedeného číslovacího systému pod řadu 570 (případně 670), ale označeny řadou 113.

## Technické provedení
Konstrukce navazovala na dva prototypy řady 570 postavené pro Jižní dráhu roku 1915. Lokomotiva měla výkonný dvojčitý parní stroj na přehřátou páru a k němu parametrově odpovídající kotel se Schmidtovým přehřívačem. Proti svým předchůdkyním byla řada 113 jen o něco delší a těžší (samotná lokomotiva prázdná vážila 77 t, ve službě 85,2 t a její rám měl délku 12 604 mm, proti 84,9 t a 12 308 mm u řady 570), nápravový tlak dosahoval 15 t. Lišila se zejména vyšším tlakem páry, prodlouženou budkou strojvedoucího a úpravami v provedení brzdy a pojezdu. Zcela nové bylo použití Lentzova ventilového rozvodu u parního stroje, které spolu s prodlouženým zdvihem pístu umožnilo výrazně snížit tlak na píst ze 41 na 36 tun. Byly tak u prvních vyrobených lokomotiv použity jednopravítkové křižáky, později ale byly všem vráceny dvoupravítkové. Tendr zůstal v podstatě stejný. Lokomotivy byly vybavovány předehřívačem napájecí vody Dabeg, mazacím lisem Friedmann pro nápravová ložiska a elektrickým turbodynamem.

## Provoz

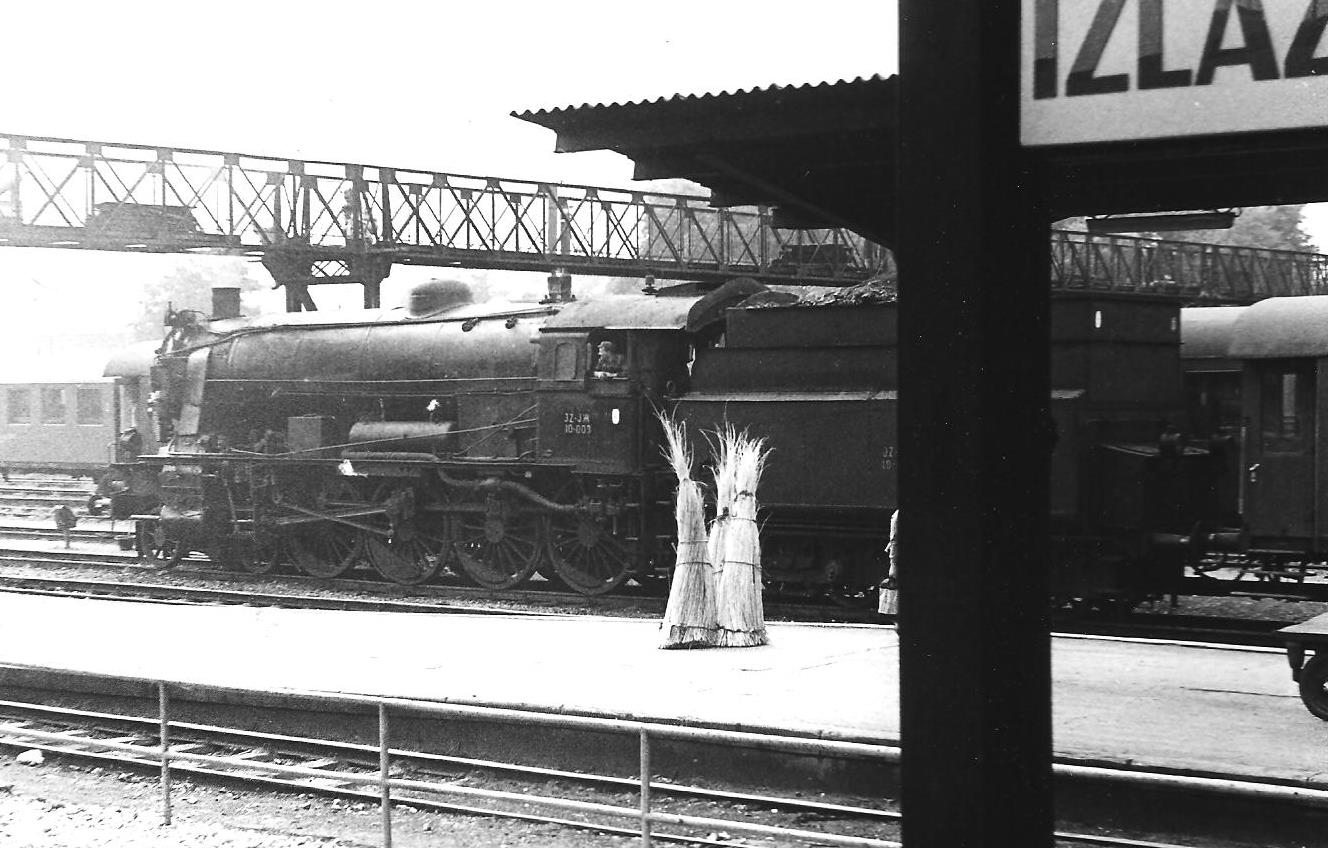
Lokomotiva 10-003 JŽ (Flor 2870/24, původně BBÖ 113.23) v roce 1965 v Záhřebu

Lokomotivy byl primárně nasazeny na Západní dráze do vozby těžkých expresních vlaků mezi Vídní, Lincem a Salzburkem. Osvědčily se i při vedení osobních vlaků na horských tratích.[zdroj?]
Typ byl u personálu oblíbený a měl velmi dobré trakční vlastnosti. Proti řadě 310, kterou postupně nahrazoval, vykazoval vyšší tažnou sílu, hladší a spolehlivější rozjezdy a nižší spotřebu uhlí i vody. Lokomotivy běžně dopravovaly na táhlých stoupáních 10 ‰ vlaky 500–550 tun těžké, ve srovnání s 360–400 tunami u řady 310, a odstranily tak zcela potřebu přípřeží. Při vyšších rychlostech měly ale stroje sklon k vrtivému chodu, proto jim později byla nejvyšší dovolená rychlost snížena na 85 km/h.
Po anšlusu roku 1939 převzaly lokomotivy Deutsche Reichsbahn a přidělily jim řadu 33 ˡ a dále je využívaly v rychlíkové dopravě po území Rakouska a také v relacích na Mnichov, na Prahu přes Sumerau a na Lublaň.[zdroj?]
Po roce 1945 zůstalo 5 strojů v dnešním Slovinsku. JŽ je zařadily do provozu jako řadu 06ᴵ-1, od roku 1947 jako řadu 10. Vyřazeny byly do roku 1970.
Dvě lokomotivy měly v roce 1945 zůstat na území Československa (čísla 25 a 40), pravděpodobně v dílnách v Českých Velenicích (RAW Gmünd). Do Rakouska se nevrátily, jejich další osud je nejasný.
ÖBB po roce 1953 zbylo 33 lokomotiv, čísla DRG jim byla ponechána. V provozu byly průběžně modernizovány a svůj původní úkol plnily uspokojivě až do ukončení parního provozu na hlavních tratích, i když maximální rychlost 85 km/h již později nesplňovala zcela požadavky expresní dopravy. Dosloužily na osobních vlacích, vyřazeny byly v letech 1958 až 1968.

## Existující lokomotivy

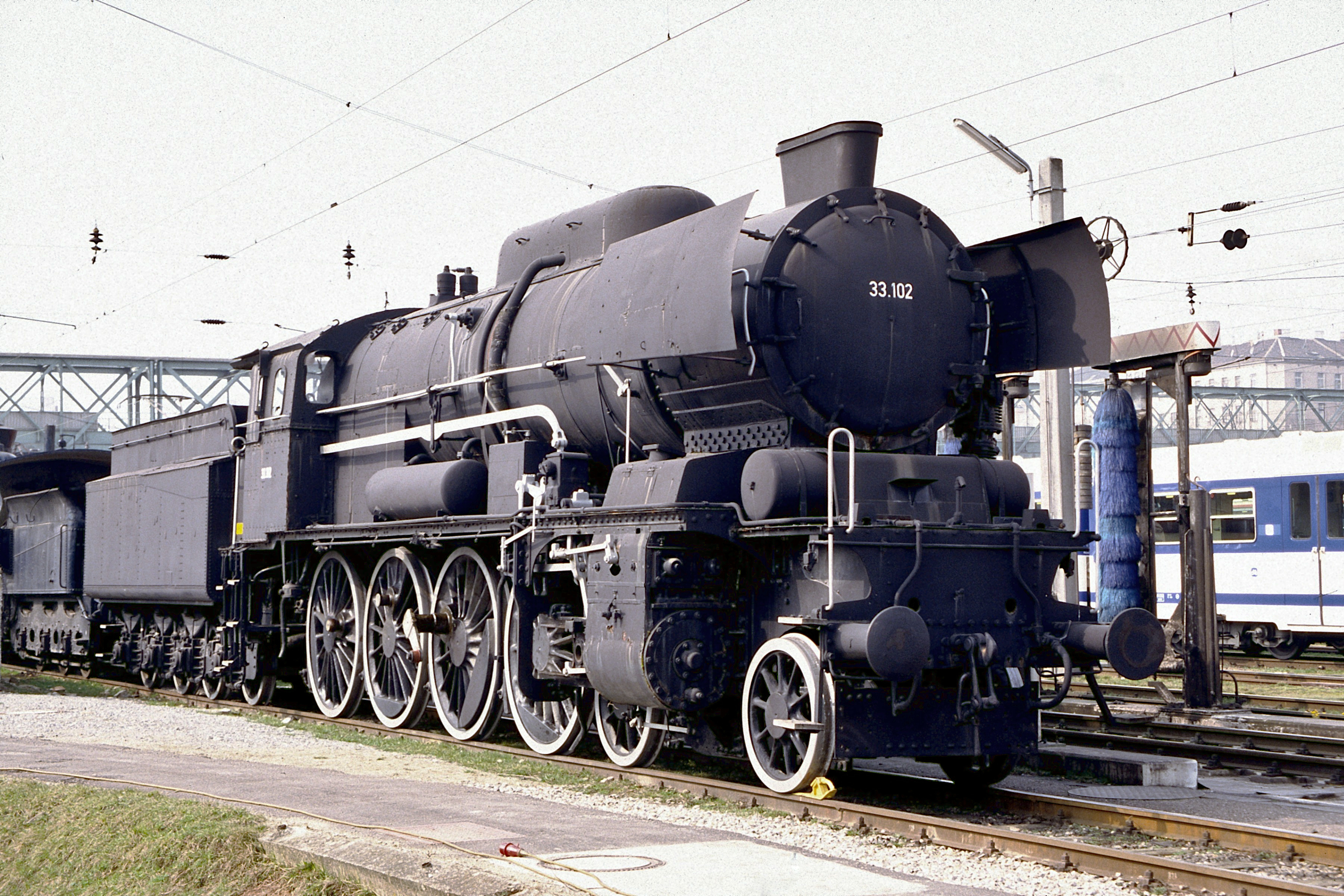
Během provozu u ÖBB byly lokomotivy modernizovány, mj. dostávaly nový kotel, mazací lisy, či kouřové usměrňovací plechy. Muzejní stroj 33.102 (ex 113.02, StEG 4694/23) při převozu z WTM do Strasshofu, vídeňský Westbahnhof 1999.

Stroj 33.102 ÖBB (StEG 4694/1923) byl po vyřazení zachován pro rakouskou státní železniční sbírku a dnes[kdy?] je neprovozním exponátem železničního muzea ve Strasshofu.
Stroj 113.32 BBÖ (StEG 4741/1925) po roce 1945 zůstal v Jugoslávii a provozován u JŽ jako 06ᴵ-105, od roku 1947 jako 10-005. Po odstavení byl v istrijském Kanfanaru vystaven jako lokomotivní pomník. V roce 1986 ho soukromý sběratel odkoupil, přivezl zpět do Rakouska a zprovoznil s (fiktivním) označením 33.132. V roce 2004 ještě byla v ŽOS České Velenice provedena oprava kotle. V roce 2025 byl - už jako neprovozní - odkoupen za podpory Pardubického kraje Muzeem starých strojů a technologií (MSS) pro připravovaný železniční park v Dolní Lipce.
Od roku 1919 spolupracovala lokomotivka StEG na zavádění lokomotivní výroby v polském Chrzanówě. Budoucí Fablok tu v letech 1925–1927 v její licenci na bázi řady 570 vyrobil dalších 60 jen málo odlišných strojů pro PKP (řada Os 24). Stroj Os 24-07 (původně Os 24-39, za války 33 215 DRB, výr.č. 147/1927) je jako neprovozní uchováván ve sbírkách Varšavského železničního muzea.